# افسانه قهرمانی ارسلان
افسانه قهرمانی ارسلان (به ژاپنی: アルスラーン戦記 ,Arusurān Senki) یک مجموعه رمان فانتزی است که توسط یوشیکی تاناکا نوشته شده‌است. این نوشته‌ها براساس ادبیات فارسی و داستان امیر ارسلان نامدار نوشته شده‌اند.
از روی این رمان یک سری مانگا تهیه شد که در طی زمان خط داستان آن با رمان یکی شد و سپس پایانی مختص به خود دریافت کرد و انتشار آن از نوامبر ۱۹۹۱ تا سپتامبر ۱۹۹۶ ادامه داشت. همچنین دو فیلم انیمه‌ای و یک اووی‌ای چهار قسمتی ناتمام نیز تهیه شده‌است. در سال ۲۰۱۳ دومین مانگا به نویسندگی هیرومو آراکاوا در مجله شونن بساتسو شروع به انتشار کرد. بر اساس مانگای هیرومو آراکاوا، یک مجموعه انیمه ۲۵ قسمتی و به کارگردانی نوریوکی آبه نیز تولید شده‌است که پخش آن از ۵ آوریل ۲۰۱۵ تا ۲۷ سپتامبر همان سال ادامه داشت. فصل دوم مجموعه انیمه نیز با عنوان رقص طوفان شن از ژوئیه تا اوت ۲۰۱۶ پخش شد. تاریخ پخش فصل سوم هنوز مشخص نیست.

## بازی ویدئویی
در سال ۲۰۱۵ بازی ارسلان: جنگجویان افسانه از روی رمان افسانه قهرمانی ارسلان ساخته شده است.